# Kimberley Zimmermann
Kimberley Zimmermann (Wemmel, 9 november 1995) is een tennisspeelster uit België. Zij begon op zesjarige leeftijd met het spelen van tennis. Haar favoriete ondergrond is hardcourt. Zij speelt rechtshandig en heeft een tweehandige backhand. Zij is actief in het internationale tennis sinds 2010.

## Loopbaan
Samen met de Hongaarse Dalma Gálfi bereikte zij de kwartfinale van het WTA-challengertoernooi van Praag in 2020.
Zimmermann stond in 2021 voor het eerst in een WTA-finale, op het dubbelspel van het toernooi van Palermo, samen met de Nieuw-Zeelandse Erin Routliffe – hier veroverde zij haar eerste titel, door het Russische koppel Natela Dzalamidze en Kamilla Rachimova te verslaan. In september bereikte zij met Routliffe weer een WTA-finale, in Luxemburg – daarmee kwam zij binnen op de top 100 van het dubbelspel.
In januari 2022 had Zimmermann haar grandslamdebuut, op het dubbelspeltoernooi van het Australian Open samen met de Slowaakse Anna Karolína Schmiedlová. Met landgenote Maryna Zanevska bereikte zij op Roland Garros de kwartfinale. In juli bereikte zij met de Poolse Katarzyna Piter de dubbelspelfinale van het WTA-toernooi van Boedapest – door dit resultaat steeg zij naar de top 50 van het dubbelspel. Een week later won zij met de Hongaarse Anna Bondár de dubbelspeltitel in Palermo, waarmee zij haar titel van een jaar eerder verlengde. Met Bondár won zij vervolgens in september het dubbelspeltoernooi in Boedapest.
Op het WTA-toernooi van Palermo 2023 prolongeerde Zimmermann nogmaals haar titel, ditmaal met Jana Sizikova aan haar zijde.
In 2024 won Zimmermann haar vijfde dubbelspeltitel op het WTA 125-toernooi van Hamburg, samen met de Hongaarse Anna Bondár.

## Posities op deWTA-ranglijst
Positie per einde seizoen:
| jaar | rang enkelspel | rang dubbelspel |
| ---- | -------------- | --------------- |
| 2010 | –              | 982             |
| 2011 | –              | 739             |
| 2012 | 960            | 1231            |
| 2013 | 876            | 478             |
| 2014 | 782            | 511             |
| 2015 | 722            | 448             |
| 2016 | 450            | 533             |
| 2017 | 313            | 267             |
| 2018 | 248            | 250             |
| 2019 | 401            | 211             |
| 2020 | 469            | 171             |
| 2021 | 530            | 94              |
| 2022 | –              | 44              |
| 2023 | –              | 64              |

## Palmares
| Legenda                 |
| ----------------------- |
| Grandslamtoernooi       |
| Olympische Spelen       |
| Year-End Championships  |
| Premier Mandatory       |
| Premier Five / WTA 1000 |
| Premier / WTA 500       |
| International / WTA 250 |
| Challenger / WTA 125    |

### WTA-finaleplaatsen enkelspel
geen

### WTA-finaleplaatsen vrouwendubbelspel
| nr.              | finale     | toernooi      | ondergrond    | partner         | tegenstandsters                        | score            |         |
| ---------------- | ---------- | ------------- | ------------- | --------------- | -------------------------------------- | ---------------- | ------- |
| gewonnen finales |            |               |               |                 |                                        |                  |         |
| 1.               | 2021-07-25 | WTA Palermo   | gravel        | Erin Routliffe  | Natela Dzalamidze Kamilla Rachimova    | 7-6, 4-6, [10-4] | details |
| 2.               | 2022-07-24 | WTA Palermo   | gravel        | Anna Bondár     | Amina Ansjba Panna Udvardy             | 6-3, 6-2         | details |
| 3.               | 2022-09-24 | WTA Boedapest | gravel        | Anna Bondár     | Jesika Malečková Renata Voráčová       | 6-3, 2-6, [10-5] | details |
| 4.               | 2023-07-23 | WTA Palermo   | gravel        | Jana Sizikova   | Angelica Moratelli Camilla Rosatello   | 6-2, 6-4         | details |
| 5.               | 2024-08-10 | WTA Hamburg   | gravel        | Anna Bondár     | Arantxa Rus Nina Stojanović            | 5-7, 6-3, [11-9] | details |
| verloren finales |            |               |               |                 |                                        |                  |         |
| 1.               | 2021-09-18 | WTA Luxemburg | hardcourt (i) | Erin Routliffe  | Greet Minnen Alison Van Uytvanck       | 3-6, 3-6         | details |
| 2.               | 2022-07-17 | WTA Boedapest | gravel        | Katarzyna Piter | Ekaterine Gorgodze Oksana Kalasjnikova | 6-1, 4-6, [6-10] | details |
| 3.               | 2023-09-23 | WTA Parma     | gravel        | Anna Bondár     | Dalila Jakupović Irina Chromatsjova    | 2-6, 3-6         | details |
| 4.               | 2023-10-15 | WTA Rouen     | hardcourt (i) | Anna Bondár     | Maia Lumsden Jessika Ponchet           | 3-6, 6-7         | details |

## Resultaten grandslamtoernooien
| Legenda | Legenda                          |
| ------- | -------------------------------- |
| g.t.    | geen toernooi gehouden           |
| l.c.    | lagere categorie                 |
| –       | niet deelgenomen                 |
| G       | uitgeschakeld in de groepsfase   |
| 1R      | uitgeschakeld in de eerste ronde |
| 2R      | uitgeschakeld in de tweede ronde |
| 3R      | uitgeschakeld in de derde ronde  |
| 4R      | uitgeschakeld in de vierde ronde |
| KF      | uitgeschakeld in de kwartfinale  |
| HF      | uitgeschakeld in de halve finale |
| F       | de finale verloren               |
| W       | het toernooi gewonnen            |
| w-v     | winst/verlies-balans             |

### Enkelspel
geen deelname

### Vrouwendubbelspel
| toernooi        | 2022 | 2023 | 2024 |
| --------------- | ---- | ---- | ---- |
| Australian Open | 1R   | 2R   | 1R   |
| Roland Garros   | KF   | 2R   | 1R   |
| Wimbledon       | 1R   | 2R   | 1R   |
| US Open         | 1R   | 1R   |      |

### Gemengd dubbelspel
| toernooi        | 2022 | 2023 |
| --------------- | ---- | ---- |
| Australian Open | –    | 1R   |
| Roland Garros   | –    | –    |
| Wimbledon       | –    | –    |
| US Open         | 1R   | –    |